# Александер Фехер
Александер Фехер (словац. Alexander Feher; нар. 19 серпня 1949, Ужгород, Українська РСР, СРСР) — словацький фізик, доктор наук, професор. Почесний академік АН ВШ України з 2016 року за відділенням фізики і астрономії.

## Життєпис
Народився 19 серпня 1949 р. в Ужгороді. Отримав диплом магістра з фізики в університеті ім. П. Шафарика в Кошицях (1971). Диплом доктора філософії з фізики отримав у цьому ж університеті (1979), а диплом доктора наук з фізики низьких температур — у Технічному університеті в Братиславі (1998).

### Кар'єра
- Директор інституту фізики факультету природничих наук Університету імені П. Шафарика (2011—2019),
- професор фізики Університету імені П. Шафарика (з 1999),
- проректор з досліджень та інформаційних технологій Університету імені П. Шафарика (2003—2007),
- декан факультету природничих наук Університету імені П. Шафарика (1997—2003),
- доцент, керівник відділу експериментальної фізики факультету природничих наук Університету імені П. Шафарика (1990 — 1997),
- провідний дослідник Університету імені П. Шафарика (1977—1990),
- професор-візитер в Національному університеті Ціньхуа, Тайвань (лютий — травень 1995, лютий — квітень 1997),
- дослідник-візитер у Інституті фізичних проблем ім. П. Капиці РАН, Москва (березень — квітень, жовтень — грудень 1998),
- професор-візитер в університеті Жозефа Фур'є і CRTBT CNRS, Гренобль, Франція (жовтень — грудень 2001).

## Наукові здобутки
Отримано найнижчу температуру в колишній Чехословаччині, гелій-3 охолоджено до 280 мікрокельвінів; виявлено магнонний внесок у теплопровідність легких рідкісноземельних металів; спостережено лінійний терм у магнітній релаксації домену з гомогенною прецесією; виявлено балістичний резонанс і квантовий фононний транспорт у точкових контактах; експериментально спостережено спінові моди (екситони і зв'язані йонні станні), які були передбачені в Гайзенбергових планарних антиферомагнетиках з S=1 та підкритичною
обмінною взаємодією; спостережено поведінку нефермівської рідини у кобальтатах, високо легованих натрієм.
Автор/співавтор понад 290 статей і приблизно 160 конференційних тез, які мають понад 1200 цитувань. Індекс Гірша 21.
Учасник і керівник численних міжнародних проєктів.

## Педагогічна діяльність
Лекційні курси:
- Загальна фізика.
- Фізика низьких температур.
- Фізика конденсованого середовища.
- Макроскопічні квантові системи.
- Сучасні тренди фізики.

Підготував 18 докторів філософії та 2 докторів наук.

## Членство
- Європейське фізичне товариство (з 1995),
- Американське фізичне товариство (з 1996),
- Учене товариство Словаччини (з 2016).

## Громадська та видавнича діяльність
Член редакційних колегій журналів:
- «Acta Physica Slovaca» (2000 — 2006),
- «Вісник ХНУ ім. В. Н. Каразіна, серія фізики» (з 2012),
- «Науковий вісник Ужгородського національного університету. Серія фізики» (з 2019).

Член оргкомітетів багатьох міжнародних конференцій з фізики низьких температур. Член Словацької комісії з академічних ступенів (2011—2021). Член робочої групи Акредитаційної комісії Уряду Республіки Словаччина (2015—2019).

## Нагороди та відзнаки
- Почесний доктор Харківського національного університету ім. В. Н. Каразіна (2009).
- Нагорода мера Кошиців за фізичні дослідження при наднизьких температурах (1994).
- Премія Словацької академії наук за створення бази колективного експериментального обладнання для фізики наднизьких температур і за досягнення в галузі фізики надплинного гелію 3 (2002).
- Медаль Словацької академії наук за внесок у розвиток природничих наук (2002).
- Медаль Карлового університету, Прага (2003).
- Відзнака Міністерства освіти і науки України за важливий особистий внесок у розвиток співробітництва в галузі науки і освіти (2005).
- Золота медаль Університету імені П. Шафарика в Кошицях (2009).
- Нагорода Ярослава Мудрого АН вищої школи України (2021).